# Héctor Rebaque
Héctor Rebaque (n. 5 februarie 1956) este un fost pilot mexican de Formula 1 care a evoluat în Campionatul Mondial între anii 1977 și 1981.